# Субкоманданте Маркос
Субкоманда́нте Галеа́но, Субкоманда́нте Ма́ркос (исп. Subcomandante Insurgente Marcos; буквально «заместитель командующего повстанцами Маркос»), он же Делега́т Ноль (исп. Delegate Zero), предположительно настоящее имя Рафаэ́ль Себастья́н Гилье́н Висе́нте (исп. Rafael Sebastián Guillén Vicente; род. 19 июня 1957, Тампико, Тамаулипас, Мексика) — леворадикальный писатель и философ, главный идеолог и пропагандист Сапатистской армии национального освобождения, поднявшей индейское восстание в 1994 году в мексиканском штате Чьяпас, автор более 200 эссе и 21 книги. Журналисты описывают Маркоса как нового, постмодернистского Че Гевару.

## Биография

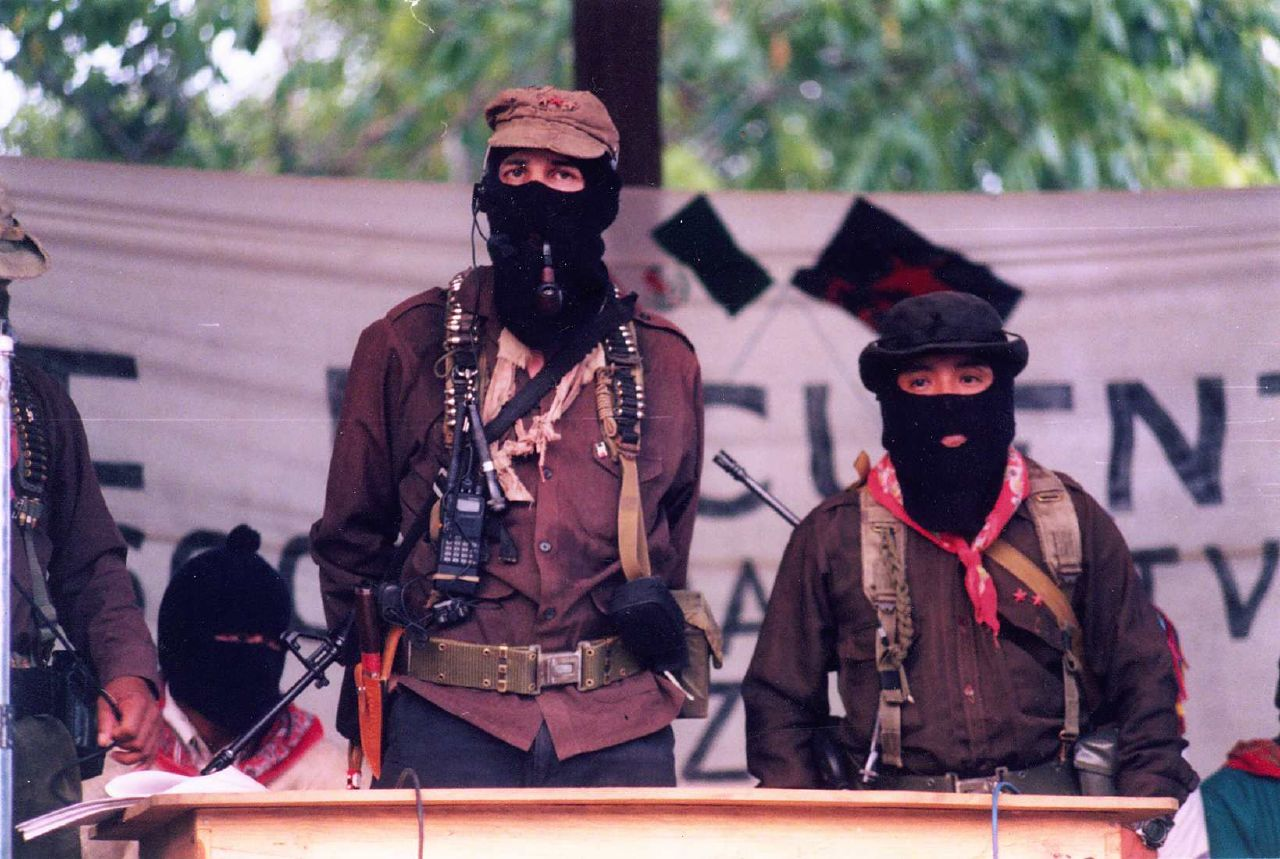
Субкоманданте Маркос (в центре) в Чьяпасе (1999)

Предполагается, что настоящее имя субкоманданте — Рафаэ́ль Себастья́н Гилье́н Висе́нте (исп. Rafael Sebastián Guillén Vicente), но сам он это отвергает, утверждая, что «Маркос родился 1 января 1994 года» (день начала индейского восстания). Max Appedole, который учился с Гильеном в средней школе, сыграл важную роль в раскрытии личности Маркоса правительству. Маркос — настоящее имя одного из погибших друзей субкоманданте. Нынешний Маркос говорит, что того, кем он был в начале 80-х, больше не существует, поэтому его бывшее имя не имеет никакого значения.
Мексиканское правительство утверждает, что Рафаэль Гильен посещал иезуитскую школу в Тампико, где он ознакомился с теологией освобождения. Высшее образование получил в Национальном автономном университете Мексики (UNAM), после чего получил звание профессора философии в смежном университете UAM.
В 1983 году Маркос отправился в горы Чьяпаса, чтобы убедить бедных индейцев майя организовать и запустить пролетарскую революцию против мексиканской буржуазии и федерального правительства. Выслушав его предложение, жители Чьяпаса «просто смотрели на него», а после ответили, что они не городские рабочие, с их точки зрения, земля не собственность, но сердце общин.
Ходят слухи, что Маркос покинул Мексику в середине 1980-х годов, уехав в Никарагуа, чтобы служить у сандинистов под псевдонимом El Mejicano. В конце 1980-х Маркос вернулся в Мексику, чтобы помочь создать САНО при поддержке сандинистов и сальвадорского левого партизанского отряда ФНОФМ. Эта история, однако, противоречит мнению, что создатели САНО появились в джунглях к 1983 году.
Семья Гильена, не имея никаких сведений о дальнейшей судьбе Рафаэля, отказывается признавать, что он и Маркос — одно и то же лицо. Сестра Рафаэля Гильена, Мерседес дель Кармен Гильен Висенте, является генеральным прокурором штата Тамаулипас и влиятельным членом левоцентристской Институционно-революционной партии. Маркос также отрицает любую связь с Гильенами, однако во время мирного похода на Мехико в 2001 году во время своего выступления в университете UAM он ясно дал понять, что ранее не раз здесь бывал.

В интервью Гарсиа Маркесу и Роберто Ромбо Маркос рассказал о своем воспитании: 
Это была семья среднего класса. Отец, глава семьи, учитель сельской школы в период карденизма, когда, как он выражался, учителям резали уши за то, что они все коммунисты. Мать, тоже сельская учительница, переехала на новое место, и вместе они стали обычной семьёй среднего класса. Хочу сказать этим, что семья наша не испытывала особых трудностей.

Родители взращивали в сыне любовь к языку и чтению: 
В нашей семье слову придавалось особое значение. Язык был формой, через которую мы могли вглядываться в мир. Читать мы научились не в школе, а читая газеты… Мои отец и мать быстро дали нам в руки книги, которые позволили увидеть многое другое… Так или иначе, у нас появилось сознание языка не как средства общения, а как средства для того, чтобы что-то строить. Это было скорее удовольствием, чем обязанностью.
Когда его спросили, сколько ему лет, Маркос ответил: «Мне 518» и засмеялся.
В мае 2014 года в заявлении «Между светом и тенью», размещенном на сайте САНО, субкоманданте Маркос заявил, что покидает организацию, сказав: «голос Сапатистской армии национального освобождения больше не является моим голосом», объяснив это решение «внутренними изменениями» в движении. Он заявил, что «мы решили, что сегодня Маркоса больше не существует», добавив, что это было его последнее сообщение в качестве лидера армии, и опровергнув слухи о своей болезни, сказал, что его миссия — проложить путь для нового поколения, которому предстоит отныне говорить от имени армии. Маркос сказал:
Те, кто любил и ненавидел Маркоса, теперь знают, что они ненавидели и любили голограмму, поэтому их ненависть и любовь были бесполезными, бесплодными, были пустым местом; и, как мы решили, с сегодняшнего дня Маркос должен перестать существовать.

## Другая кампания
В апреле 2001 года Субкоманданте Маркос возглавил мирный поход на Мехико, поддержанный такими известными личностями, как Габриэль Гарсия Маркес, Оливер Стоун, редактор «Монд Дипломатик» (фр. Le Monde diplomatique) Игнасио Рамоне (фр. Ignacio Ramonet), а также рядом депутатов Европарламента.
В июне 2005 года в рамках развёртывавшейся президентской кампании Субкоманданте Маркос анонсировал «Другую кампанию». Сапатисты не собирались выдвигать или поддерживать кого-либо из кандидатов на президентский пост, вместо этого они выдвинули требования принятия новой конституции, в которой были бы закреплены общенациональная собственность на естественные богатства Мексики и автономные права для 57 коренных национальностей. К «Другой кампании», помимо САНО, присоединились более 900 организаций.
1 января 2006 года Субкоманданте Маркос, изменивший на время кампании имя на «Делегадо Серо» (с исп. — «Делегат Ноль»), начал общемексиканский тур, во время которого посетил каждый из 31 мексиканских штатов. Путешествуя, как и Че Гевара, на мотоцикле, Маркос встречался с местным населением и давал интервью. 9 мая 2006 года он появился на центральном канале мексиканского телевидения.
Несмотря на действенную борьбу «Другой кампании» с бедностью и эксплуатацией, она получила неоднозначные оценки. Во время кампании Маркос дистанцировался от левых режимов Латинской Америки, причислив к неолиберальным социалистические правительства Венесуэлы, Боливии, Бразилии, Уругвая и Чили (Субкоманданте считает, что они, прикрываясь левой риторикой, отказываются идти на радикальные изменения). Субкоманданте также усомнился в способности претендента на пост президента Мексики от левых сил, Андреса Мануэля Лопеса Обрадора, полностью устранить диктат МВФ, ВТО и США над страной. (По мнению профессора Гутьеррес дель Сид, занятая сапатистами позиция «сыграла деструктивную роль на выборах в 2006 году»: они не поддержали тогда единство левых сил, а субкоманданте Маркос «призвал к бойкоту выборов», что позволило победить неолиберальному кандидату.) Однако сам Обрадор усвоил и использовал многие из приёмов и методов «Другой кампании» (см. Революция кактусов), а также посещал сапатистов в штате Чьяпас в декабре 2005 года.

## Творчество

Флаг САНО

Творчество Субкоманданте направлено, по большей части, на обличение неолиберальной модели развития нынешней цивилизации и на выработку альтернативы такому развитию. Очень часто в своих эссе он использует иронию, притчи и поэтические приёмы, а также стиль магического реализма (часть его эссе и партизанских коммюнике написаны от имени жучка Дона Дурито). Политическая философия Маркоса, называемая также неосапатизмом, может быть охарактеризована как совмещение основных принципов марксизма и анархизма. Помимо произведений Маркса и Энгельса, на мировоззрение Маркоса серьёзно повлияли грамшианство, маоизм, автономизм и культурное наследие коренных народов Мексики. Творчество Маркоса концентрируется на несправедливой эксплуатации людей крупным бизнесом и правительствами.
«La Historia de los Colores» (История цветов) — сказка, одна из самых читаемых книг, написанных Маркосом. На основе мифа майя о сотворении мира, она учит терпимости и уважению к разнообразию. Английский перевод книги должен был быть опубликован при поддержке Американского национального фонда искусств, но в 1999 году грант был резко отменён после вопросов от репортёра председателю фонда Уильяму Дж. Айви. После того, как АНФИ удалился, помочь делу решил фонд «Lannan».
Туманный, ироничный и романтичный стиль сочинений Маркоса возможно лишь способ держать дистанцию от протестов и болезненных обстоятельств, о которых он сообщает. В любом случае, его литературная продукция имеет цель. Как гласит название сборника его статей, стихов, речей и писем, который опубликован в 2002 году, «Наше слово — наше оружие».

### Четвёртая мировая война
Субкоманданте Маркос написал сочинение, в котором утверждает, что неолиберализм и глобализация представляют собой «Четвертую мировую войну». «Третьей мировой войной» Маркос считает Холодную войну. В «Четвертой мировой войне» Маркос сравнивает и противопоставляет третью мировую войну (холодную войну) с Четвёртой мировой войной, которая, по его словам, представляет новый тип войны, в которой мы находимся сегодня: «Если Третья мировая война проходила между капитализмом и социализмом (возглавлявшихся, соответственно, Соединёнными Штатами и СССР) и шла по разным сценариям и с различной степенью интенсивности, то Четвёртая мировая война ведётся сейчас между крупными финансовыми центрами по одному и тому же сценарию и интенсивность её велика и постоянна». Маркос утверждает, что экономическая глобализация опустошает мир через финансовую политику:

В конце «холодной войны» капитализм изобрел новый военный кошмар — нейтронную бомбу. «Заслуга» этого оружия в том, что разрушает оно только жизнь, оставляя нетронутыми строения… Но, одновременно с рождением Четвёртой мировой войны, было изобретено новое военное «чудо»: бомба финансовая. Дело в том что, в отличие от своей предшественницы в Хиросиме и Нагасаки финансовая бомба не только разрушает город (страну, в данном случае) и несёт смерть, страх и нищету тем, кто там живёт, но и превращает свою цель в часть мозаики экономической глобализации.
Маркос объясняет действие финансовых бомб как «уничтожение материальных основ независимости [нации-государства], качественное уничтожение, исключение всех, кого посчитают неподходящими для новой экономики (например, коренные народы)». Маркос также считает, что в результате обезличивания неолиберальной глобализацией неолиберализм и глобализация приводят к потере уникальной культуры обществ:

Достойное индейское прошлое стран Американского континента, блестящая европейская цивилизация, мудрая история азиатских народов, могучая и богатая древность Африки и Океании, все культуры и истории, создавшие нынешние страны, подвержены сегодня атаке «американского образа жизни». Таким образом, неолиберализм объявляет миру глобальную войну: разрушение стран и национальных групп, с тем чтобы отождествить их с североамериканской капиталистической моделью… Война самая худшая и самая жестокая. Развязанная неолиберализмом, ведущаяся против человечества повсеместно и всеми средствами.

## Известность
Большинство соглашается, что Маркос поставил бедственное положение коренного населения Мексики в центр внимания, как на местном, так и на международном уровне.
На протяжении 3000 километрового похода в столицу в рамках «Другой кампании» в 2006 году Маркоса приветствовали «огромные восхищенные толпы, скандируя и свистя». Люди держали «Куклы Маркоса ручной работы, и его лицо в балаклаве украшало футболки, плакаты и значки».
Отвечая на вопрос, тяжело ли быть Маркосом, он ответил: «Да, это большая нагрузка, потому что по-прежнему распространено мнение, что ошибки САНО — это ошибки Маркоса, и что хорошие идеи приходят из общин. Хотя мы часто выступаем громоотводами, товарищей беспокоит такое разделение труда, они говорят: „В любом случае, если будет нападение, оно будет на вас“».
На вопрос, заставляет ли эта угроза чувствовать себя уязвимым, Маркос ответил: «Да, в основном, когда я провожу „Другую кампанию“. Я чувствую себя неловко, потому что это не моя земля, тут нет СМИ, товарищей, ресурсов».
Несмотря на неприятное ощущение, того, что ты потенциальная мишень, Маркос говорит: «Если бы мне пришлось делать все это снова, я не стал бы ничего менять… Если бы я действительно думал, об изменении чего-либо, я не занял бы такую важную роль в СМИ».
Субкоманданте Маркос знает, что его могут убить, но остается верен делу: «Мы не боимся умереть, сражаясь. Доброе слово уже посажено в плодородную почву. Эта почва в ваших сердцах, именно там цветет сапатистская гордость».
Субкоманданте Маркосу посвящена песня «Субкоманданте» группы The Matrixx.

## Отношения с футбольным клубом «Интернационале»
Помимо того, что субкоманданте Маркос и САНО болеют за местный футбольный клуб «Чьяпас», который в 2013 году переехал в Керетаро, они также поддерживают клуб Серии А «Интернационале». Контакт между САНО и «Интернационале» — одним из самых больших и самых известных клубов Италии — возник в 2004 году, когда командир САНО связался с делегатом от «Inter Campus», благотворительной организации клуба, которая вкладывает деньги в спорт, водоснабжение и проекты в области здравоохранения в штате Чьяпас.
В 2005 году президент «Интернационале» Массимо Моратти получил приглашение от Субкоманданте Маркоса провести футбольный матч против команды сапатистов с Диего Марадоной в качестве судьи. Лидер повстанцев, субкоманданте Маркос, попросил «Интернационале» привезти мяч, потому что сапатистский проколот. Хотя матч не состоялся, общение между «Интернационале» и сапатистами продолжилось. Капитан «Интернационале», аргентинец Хавьер Санетти, одобрил дело сапатистов.

## Сочинения
- Субкоманданте Маркос. Другая революция. Сапатисты против нового мирового порядка. М.: Гилея, 2002. — (Час «Ч». Современная мировая антибуржуазная мысль.). ISBN 5-87987-019-7
- Субкоманданте Маркос. Четвёртая мировая война. Екатеринбург: Ультра. Культура, 2005. — (Жизнь Zaпрещённых Людей). ISBN 5-9681-0029-X